# Ashley Blue

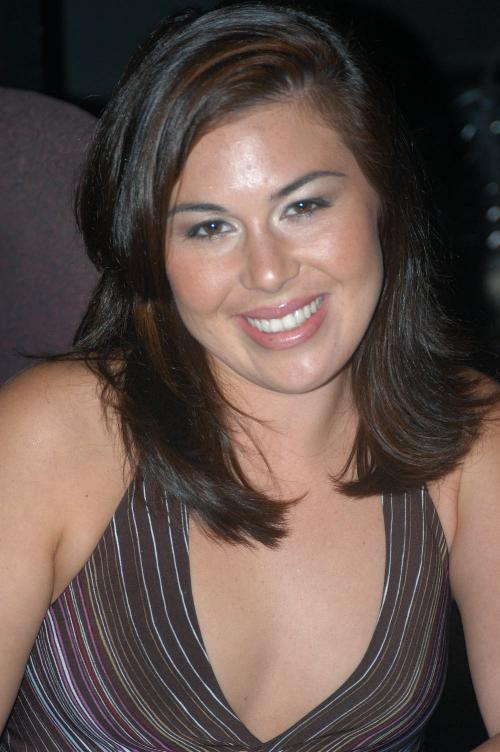
Ashley Blue bei den NightMoves Awards 2005 in Tampa

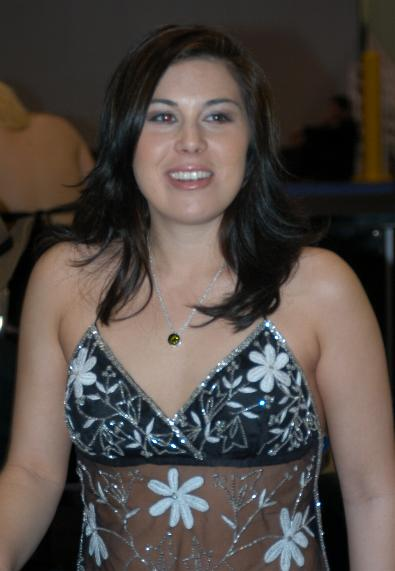
Ashley Blue bei der AVN Adult Entertainment Expo 2005

Ashley Blue (* 8. Juli 1981 in Kalifornien; bürgerlich Oriana Rene Small) ist eine ehemalige US-amerikanische Pornodarstellerin.

## Karriere
2002, ungefähr im Alter von 21 Jahren, startete Ashley ihre Karriere als Pornodarstellerin. Seitdem hat sie in über 360 Filmen mitgewirkt und für Labels wie JM Productions, Evil Angel und Vivid Entertainment Group gearbeitet.
Besonders bekannt ist sie durch die Girlvert-Serie bekannt geworden, in der sie für siebzehn Teile engagiert wurde. Unter ihrem bürgerlichen Namen Oriana Small veröffentlichte sie 2011 das Buch Girlvert: A Porno Memoir, in dem sie ihre Erfahrungen in der Sexindustrie schildert. Blue wurde im Jahre 2011 für das Museum of Porn in Art in Zürich vom schwedischen Künstler Karl Backman gemalt.
Sie erhielt 2004 ebenso den XRCO Award wie auch den AVN Award als Female Performer of the Year, in den folgenden Jahren mehrmals den AVN Award in verschiedenen Kategorien. Sie erhielt insgesamt siebenmal den AVN Award, mehr als zehnmal wurde sie für einen Preis nominiert. 2013 wurde sie in den AVN Hall of Fame aufgenommen.
Seit 2013 ist sie nur noch gelegentlich in Filmen aufgetreten. Die IAFD listet insgesamt 486 Filme als Darstellerin und 28 Filme als Regisseurin. (Stand: Januar 2024)

## Privates
Seit 2009 war Ashley Blue mit dem Photographen Dave Naz verheiratet. Im Jahre 2015 wohnte sie in Los Angeles mit ihrem Ehemann.

## Filmografie (Auswahl)
- 2002–2009: Girlvert 2–18
- 2003: College Invasion 3
- 2007: Belladonna: No Warning 3
- 2007: Evil Pink 3
- 2008: Strap Attack 8
- 2013: This Ain’t Homeland XXX

## Auszeichnungen
- 2003: XRCO Award – Cream Dream
- 2004: XRCO Award – Female Performer of the Year
- 2004: AVN Award – Female Performer of the Year
- 2004: AVN Award – Best All-Girl Sex Scene, Video in The Violation of Jessica Darlin (Jessica Darlin, Brandi Lyons, Lana Moore, Hollie Stevens, Crystal Ray und Flick Shagwell)
- 2004: Adam Film World Guide Award – Best Actress, Video in Girlvert 4
- 2005: AVN Award – Best Supporting Actress, Video in Adore
- 2005: AVN Award – Best All-Girl Sex Scene, Video in The Violation of Audrey Hollander (mit Audrey Hollander, Gia Paloma, Tyla Wynn, Brodi und Kelly Kline)
- 2005: XRCO Award – Best Girl/Girl Scene in The Violation of Audrey Hollander (mit Audrey Hollander, Gia Paloma, Tyla Wynn, Brodi und Kelly Kline)
- 2005: Adam Film World Guide Award – Female Performer of the Year
- 2007: AVN Award – Most Outrageous Sex Scene in Girlvert 11 (mit Amber Wild und Steven French)[4]
- 2013: Aufnahme in die AVN Hall of Fame[5]
- + mind. 12 Nominierungen
- 2021: XRCO Award – Hall of Fame[6]

## Werke
- Oriana Small: Girlvert: A Porno Memoir. Barnacle, Los Angeles 2011, ISBN 978-0-9825056-3-2 (englisch).